# Fratello mare
Fratello mare è un romanzo del 2006 di Sergio Bambarén.

## Trama
Il romanzo racconta il percorso spirituale condotto dall'autore, seguendo il pensiero di Francesco d'Assisi, fra Assisi stessa, la costiera amalfitana, la Baviera e l'Austria. L'occasione è la presentazione di un libro, ma il viaggio, attraverso il rapporto con la natura, si trasforma in una rilettura della dottrina di San Francesco attraverso gli occhi di Bambarén.

## Edizioni in italiano
- Sergio Bambaren, Fratello mare, traduzione di Marina Marini, Sperling & Kupfer, Milano 2006 ISBN 88-200-4160-X